# Genocidio de pueblos indígenas en Venezuela
Desde 2003 el Estado venezolano considera como «genocidio» el trato a los pueblos indígenas latinoamericanos durante la colonización española. En 2006 la justicia brasileña denominó como genocidio la masacre de Haximú contra 16 habitantes yanomami en la frontera Brasil-Venezuela, el único caso legal en ambos países cuyo veredicto ha sido denominado con ese término.

## Definición
El concepto de genocidio estuvo definido en 1944 por Raphael Lemkin. Después de la Segunda Guerra Mundial, fue adoptado por las Naciones Unidas en 1948. Para Lemkin, el genocidio era en términos generales definido e incluido como todos intentos de destruir un grupo étnico concreto, si estrictamente físico a través de asesinatos de masa, o culturales o psicológicos a través de la opresión y destrucción de los modos de vida indígena.
La definición de la ONU, la cual es utilizada en leyes internacionales, es más estrecho que la de Lemkin, y declara que el genocidio es: «...Cualquiera de los actos siguientes cometidos con intento para destruir, en totalidad o en parte, un grupo nacional, étnico, racial o religioso, tales como:
(a) Matando miembros del grupo;
(b) Causando serios daños físicos o mentales a miembros del grupo;
(c) Intencionadamente causando en las condiciones de grupo de vida calcularon para traer sobre su destrucción física en entero o en parte;
(d) Imponiendo las medidas pretendieron impedir nacimientos dentro del grupo;
(e) Transfiriendo a la fuerza niños del grupo a otro grupo».

## Antecedentes

### Capitulación de los Belzares
La capitulación firmada por el rey Carlos I del Imperio español en 1528 le dio a la familia Welser de Augsburgo la posibilidad de nombrar sus propios gobernadores, usar a los indígenas como mano de obra forzada: «Otrosí, vos doy licencia y facultad a vos y a los dichos pobladores para que a los indios que fueren rebeldes siendo amonestados y requeridos los podáis tomar por esclavos».

## Masacres

### Asesinato de makiritares
El coronel Tomás Funes, conocido como el Diablo de Río Negro, esclavizó habitantes indígenas de la zona, existiendo registros que contabilizan la muerte de unos 2000 habitantes indígenas makiritare por su accionar represivo entre 1913 y 1921.

### Masacre de Haximú
La masacre de Haximú fue una masacre perpetrada en 1993 a 16 habitantes yanomami, entre ellos mujeres, niños y bebés,residentes del valle del río Demini, ubicado entre Amazonas y Roraima, en la frontera entre Venezuela y Brasil, y llevada a cabo por un grupo de mineros ilegales brasileños, buscadores de oro.

## Genocidio cultural

### Asimilación forzada
Existe el término «conquista espiritual» y se ha usado para referirse al adoctrinamiento religioso ejercido por órdenes seculares religiosas en Venezuela hacia los habitantes indígenas.

### Desplazamientos forzados
Durante la dictadura de Juan Vicente Gómez las comunidades indígenas fueron despojadas de sus tierras, según Eduardo Galeano.

## Situación actual
Según la Comisión de Derechos Humanos de las Naciones Unidas, «presiones comparables de Venezuela también han expulsado a la población indígena de sus tierras tradicionales» a lugares donde simplemente «desaparecen».
Luisa Ortega Díaz, quien fue fiscal general de la nación durante el tercer gobierno de Hugo Chávez y el primero de Nicolás Maduro, denunció en 2018 que en Venezuela «hay un genocidio, un plan deliberado por parte de Maduro, el heredero de Chávez, de exterminar la población y aquellos que no se sometan, no se subordinen; los persiguen, los aniquilan o los obligan a abandonar el país».

### Pueblo Yanomami en Brasil
En Brasil, durante las presidencias de Jair Bolsonaro (2019-2023) y de Lula (2023-presente) han sucedido muertes masivas, hambrunas, desplazamientos forzados y otras violaciones importantes de los derechos humanos de los yanomami en la tierra yanomami del lado brasileño. Estos acontecimientos comenzaron o empeoraron a partir de 2019 debido a la explotación desenfrenada de los recursos naturales por parte de individuos y empresas, así como la negligencia de los gobiernos y, a menudo, han sido considerados una masacre contra el pueblo yanomami. Este pueblo vive entre Venezuela y Brasil, transitando libremente entre ambos países.

## Resistencia indígena al genocidio
Antonio Flores, alcalde de las islas y Costa de Tierra Firme, ordenó el ahorcamiento del cacique Melchor, del golfo de Cariaco y actual Guayana, así como el asesinato de Coriana, mujer indígena. Los pueblos indígenas caribes, tagares y aruacas se enfrentaron al Imperio español en una rebelión en Cumaná en 1520, que duró seis días, quemando las misiones de las órdenes franciscana y dominica, y asesinando en venganza a 14 tripulantes españoles y varios capitanes, con sus armadas, que sumaban más de 50 hombres, además de dos frailes dominicos. Los habitantes españoles de Cubagua y Margarita huyeron a la isla de La Española.

## Memoria y legado
En Venezuela, la dictadura de Juan Vicente Gómez, de tendencia positivista, declaró el 12 de octubre como el Día de la Raza en 1921, celebrándose también el llamado descubrimiento de América hasta 2002. Esta denominación con el pasar de los años se percibió racista. En 2002 la Asamblea Nacional cambió su denominación al actual Día de la Resistencia Indígena, tomando en consideración el carácter multiétnico de la nación y la descolonización. En España, en contraste, se celebra el 12 de octubre como la Fiesta Nacional de España desde 1892, con desfiles militares.
En 2003 el presidente Hugo Chávez declaró: «Cristóbal Colón fue el jefe de una invasión que produjo no una matanza sino un genocidio. Noventa millones de aborígenes vivían en esta tierra, 200 años después quedaban tres millones. ¿Qué fue eso? Un genocidio».
En 2021 el mandatario Nicolás Maduro declaró: «Pedimos al Rey Felipe que cambie su postura contra los casos históricos y pida disculpas por el genocidio de 300 años contra los pueblos indígenas en el continente americano», petición similar a la del presidente Andrés Manuel López Obrador para México en 2019.
El gobierno de Maduro instaló en 2022 una «comisión para el esclarecimiento de la verdad histórica, justicia y reparación sobre el dominio colonial y sus consecuencias» y para «exigir justicia y reparación a España, a Portugal y a toda Europa para América Latina».